# Delta Bessborough
Le Delta Bessborough est un hôtel de dix étages situé au centre-ville de Saskatoon, Saskatchewan, Canada. L'établissement est une propriété historique à Saskatoon et reste connu pour sa ressemblance avec un château. Il est construit par le Canadien National entre 1928 et 1932 et se voit conçu dans le même style que de plusieurs autres hôtels ferroviaires du Canada.

## Histoire

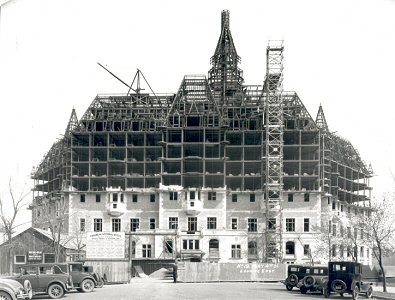
Construction du Bessborough, 1931

Après que le chemin de fer Canadien Pacifique ait construit un hôtel ferroviaire à Regina en 1926, la communauté des affaires de Saskatoon fait pression sur le Canadien National pour en construire un à Saskatoon. Le 31 décembre 1928, Sir Henry Thorton, président de la Compagnie des chemins de fer nationaux du Canada, annonce la construction d'un hôtel semblable à Saskatoon. L'hôtel est conçu par Archibald et Schofield (en) de Montréal et intentionnellement conçu pour ressembler à un château bavarois. En février 1930, l'excavation du site commence à l'aide d'un pelle à vapeur et d'une excavatrice à essence. Les matériaux utilisés dans la construction sont d'origine canadienne, y compris la pierre Tyndall du Manitoba, la brique de la briqueterie de Claybank, et les carreaux d'Estevan. En échange de la construction d'un hôtel de style château avec un minimum de 200 chambres, la ville exempte le chemin de fer de la taxe foncière sur l'hôtel pendant vingt-cinq ans.
Le 30 mai 1931, Son Excellence Vere Ponsonby, 9e comte de Bessborough, 14e Gouverneur général du Canada, donne son consentement pour que l'hôtel soit formellement nommé « The Bessborough ». Le comte et la comtesse visitent l'hôtel en construction l'année suivante. La construction est achevée en 1932, mais en raison des temps financiers difficiles de la Grande Dépression au Canada, l'hôtel n'est pas ouvert, jusqu'à Horace N. Stovin est devenu le premier inscrit officiel le 10 décembre 1935.[pas clair]
En 1972, Donald, Dick et Marc Baltzan achètent le Bessborough. Les hôtels du Canadien Pacifique acquièrent des hôtels nationaux du Canada en 1982. Le Bessborough est placé sous la filiale de CP Hôtels Delta dans les années 1990. En 1999, CP Hotels et Delta Hotels sont sous enseigne Fairmont Hotels and Resorts. Il est acquis par le Fiducie de placement immobilier Legacy Hotels en 1998 et l'année suivante, une restauration de 9 000 000 $ de l'hôtel Bessborough est terminée, renvoyant à plusieurs de ses caractéristiques historiques. L'hôtel subi une autre importante rénovation en 2003.
Le Bessborough est maintenant exploité par Marriott International dans le cadre de sa filiale « Delta Hotels ».

## Traits

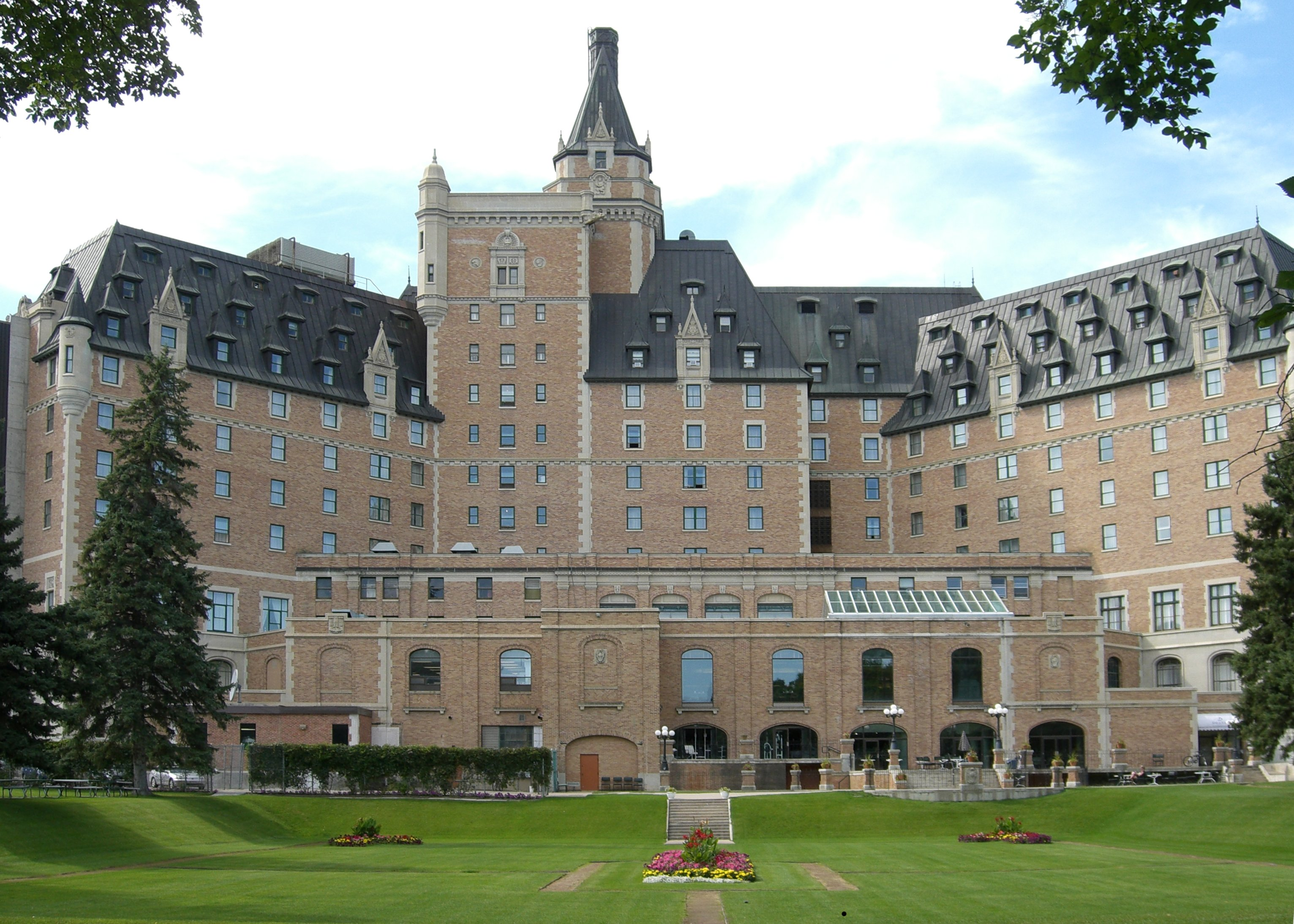
Vue arrière, montrant les jardins privés

Le Delta Bessborough Hotel dispose de 225 chambres, de nombreuses salles de réunion et de réunions, de deux restaurants, d'un salon, d'une piscine, d'un centre de remise en forme et de jardins privés riverains sur la rivière. Les jardins sont utilisés pour accueillir de grandes occasions ; ils sont couramment utilisés pour les mariages, les barbecues d'affaires, les soirées de retraite, des concerts et comme lieu de rendez-vous pour le festival de jazz de Saskatchewan.